# Buitenmolen
De Buitenmolen (ook bekend als de Westmolen of Westmolengeest) in het stadsdeel Berendrecht-Zandvliet-Lillo van de Belgische stad Antwerpen is een windkorenmolen. Hij werd in 1822 door de aannemer Jacob Royers opgetrokken uit Boomse bakstenen op de Westmolengeest bij de Zandvlietsesteenweg in Berendrecht. In 1936 werd de molen uitgerust met een dieselmotor met maalstenen. Tot 1947 was de molen in bedrijf. Na jaren van verval is de molen verkocht aan Bakker Antoon Verbraak. Deze liet de molen tussen 1987 en 1996 in 2 stappen restaureren. Sinds 1996 werd er tot het plotse overlijden van Toon Verbraak in 1998 weer gemalen. In 2003 en 2004 maalde vrijwillige molenaar M. Jordan graan voor diervoeder en consumptie. Op 17 mei 2015 werd er door de Nederlandse Robert Van't Geloof uit Hendrik-Ido-Ambacht gedraaid, zonder zeilen en zonder windborden. Op 25 mei 2015 is er voor het eerst sinds jaren weer gemalen.
De molen is sinds 6 november 1981 een beschermd monument.

## Restauraties en onderhoud
In 1980 werd de molen verkocht aan Antoon Verbraak, die hem volledig wilde restaureren. In 1989 werd de kap gerestaureerd, en in 1996 was de molen weer maalvaardig. De werkzaamheden werden uitgevoerd door de gebroeders Adriaens uit Weert in Nederland aan de hand van een ontwerp van architect Gevers uit Kasterlee.

## Molenaars en eigenaars
- 1822: Jacob Royers, aannemer
- tot 1834: Jan Baptist Woumans-Hanegraeff, landbouwer te Berendrecht
- 1834: verkocht aan Anna Demoor, weduwe van Jozef Verbeeck
- 1842: overgelaten aan Carolus Verbeeck-Besseleers, eigenaar van de Solftmolen te Berendrecht
- 1880: de molenaarsfamilie Philips
- 1890: verkocht aan Petrus Van de Moer-Tuitjens, brouwer te Berendrecht
- 1904: overgelaten aan molenaar Antoon Van de Moer-Tuytjens, die zonder onderbreking tot in 1947 maalde
- 1965: Alfons Van de Moer-Van Hoydonck, molenaar te Berendrecht
- 1980: verkocht aan bakker Antoon Verbraak uit Kalmthout
- 1998: overgeërfd door Patrick Verbraak
- 2004: molen kwam stil te staan
- 2008: verkocht aan echtpaar uit Berchem
- 2014: verkocht aan Luc VanThillo en Katrien Van Rooy uit Essen.

## Technische gegevens
De molen heeft
- een gevlucht van 22 meter, oudhollands opgehekt
- 2 koppels maalstenen 16ders blauwestenen en kunststenen
- 1 koppel (wolfjes) kunststenen op de dieselmotor op de begane grond
- in de molen bevinden zich nog een pletter, een buil en een elevator